# Elbridge Gerry
Elbridge Thomas Gerry (Marblehead (Massachusetts), 17 juli 1744 – Washington, D.C., 23 november 1814) was een Amerikaans staatsman, diplomaat en de 5e vicepresident van zijn land. Gerry was ook een van de ondertekenaars van de Amerikaanse onafhankelijkheidsverklaring, de Declaration of Independence.

## Rol in de Amerikaanse Revolutie
Gerry genoot zijn opleiding aan Harvard College, het latere Harvard University, en begon zijn politieke carrière in 1772. Tijdens de Amerikaanse Revolutie introduceerde hij een wet die Amerikaanse schepen goedkeuring gaf zich te bewapenen en tegen Britse oorlogsschepen in actie te komen. Van 1776 tot 1781 diende Gerry in het Continental Congress alwaar hij de Declaration of Independence ondertekende. Tijdens de Constitutional Convention in 1787 vertegenwoordigde hij zijn thuisstaat maar hij weigerde de tijdens de conventie opgestelde grondwet te ondertekenen omdat er geen Bill of Rights in was opgenomen.

## Van Congreslid tot vicepresident
Tussen 1789 en 1793 nam Gerry zitting in het Huis van Afgevaardigden alwaar hij aanvankelijk een medestander van de Federalisten was. In 1797 stuurde president Adams hem naar Frankrijk om, samen met John Marshall en Charles Cotesworth Pinckney, een diplomatieke oplossing te zoeken voor de XYZ Affaire die tot oorlog tussen de VS en Frankrijk dreigde te leiden.
Na enkele mislukte pogingen werd Gerry in 1810 verkozen tot gouverneur van Massachusetts en in 1811 werd hij herkozen. Tijdens zijn gouverneurschap voerde hij een herindeling van kiesdistricten door die in het voordeel van zijn partij, de Democratisch-Republikeinse Partij, was. Hierdoor kreeg een dergelijke herindeling de naam gerrymandering.
Verslagen voor een derde termijn als gouverneur kreeg Gerry in 1812 de nominatie van de Democratisch-Republikeinse Partij voor het vicepresidentschap als running mate van James Madison. Madison en Gerry wonnen vervolgens de verkiezingen maar amper twee jaar later overleed Gerry te Washington, D.C. Hij werd 70 jaar oud.